# Fish Out of Water (film, 2009)
Ne doit pas être confondu avec Fish Out of Water (film, 1993) ou Fish Out of Water (film, 1999).
Pour les articles homonymes, voir Fish Out of Water (album).
Pour plus de détails, voir Fiche technique et Distribution.
Fish Out of Water est un film documentaire danois réalisé par Ky Dickens et sorti en 2009. 
Le film présente les sept versets bibliques qui sont le plus souvent utilisés pour condamner l'homosexualité et le mariage homosexuel. Pour le tournage du film, Ky Dickens a rencontré et parlé avec des personnalités publiques ayant des points de vue différents sur l'homosexualité et la Bible,.

## Fiche technique
- Titre original : Fish Out of Water
- Réalisation : Ky Dickens
- Scénario : Ky Dickens
- Photographie :
- Montage : C.J. Arellano
- Musique : Kaki King
- Distributeur : First Run Features[4]
- Pays d'origine : Danemark
- Langue originale : anglais
- Format : couleur
- Genre : documentaire
- Durée : 59 minutes
- Dates de sortie :
  - États-Unis : 18 juillet 2009 (Outfest Film Festival)

## Distribution
- Terri Abbott : Self - LGBTQ Community
- James Bankston : Self - Clergy (as Rev. Dr. Jim Bankston) (as Rev. Dr. James Bankston)
- Ryan Barrett : Self - LGBTQ Community
- Trish Bendix : Self - LGBTQ Community
- Ian Bonner : Self - LGBTQ Community
- Deana Boozer : Self - LGBTQ Community
- Sam Bryer : Self - LGBTQ Community
- Gabriela Caro : Self - LGBTQ Community (as Gabriela Caro) (as Gabriel Caro)
- Daylene Christensen : Self - LGBTQ Community
- Frederick Clarkson : Self - Author of Eternal Hostility: The Struggle Between Theocracy and Democracy
- Sheldon Culver : Self - United Church of Christ, Conference Minister / Co-Author of SteepleJacking (as Rev. Dr. Sheldon Culver)
- Candice C. Cusic : Self - LGBTQ Community
- Gregory Dell : Self - Senior Pastor, Retired, Broadway United Methodist Church, Illinois (as Rev. Greg Dell) (as Rev. Gregory Del retired)
- Gerald J. DeSobe : Self - Former President American Association of Pastoral Counselors (as Rev. Dr Gerald J. DeSobe LPC)
- Ky Dickens : Self - Narrator (voice)
- Roy Dismuke : Self - LGBTQ Community
- John C. Dorhauer : Self - United Church of Christ, Conference Minister / Co-Author of SteepleJacking (as Rev. Dr. John C. Dorhauer) (as Rev. Dr. John Dorhauer)
- Mollie Dowling : Self - LGBTQ Community
- Eric Drain : Self - LGBTQ Community
- John Fellers : Self - Former Senior Pastor, St. Paul's United Methodist Church, Houston / Former Director of the Institute for Religion & Health, The Texas Medical Center (as Rev. Dr. John Fellers)
- Alex Garcia : Self - LGBTQ Community
- Steven Givot : Self - LGBTQ Community (as Steve Givot)
- Bill Gubrud : Self - LGBTQ Community (as Bill Gubrud) (as Bill Gubrud & Jon Larson)
- Vanessa Hulsey : Self - LGBTQ Community
- David Ickes : Self - Pastor, Gateway Anabaptist Church, Michigan (as Pastor David Ickes)
- Jon Larson : Self - LGBTQ Community (as Jon Larson) (as Bill Gubrud & Jon Larson)
- Amy-Jill Levine : Self - Professor of New Testament Studies, Vanderbilt University, Nashville (as Dr. Amy-Jill Levine) (as Dr. Amy Jill Levine)
- Nichole McClelland : Self - LGBTQ Community
- Kelly McClure : Self - LGBTQ Community
- Marilyn Meeker-Williams : Self - Former Pastor, Bering Memorial United Methodist Church, Houston, Texas (as Rev. Marilyn Meeker-Williams)
- Amber Miller : Self - LGBTQ Community
- Candice Mulder : Self - LGBTQ Community
- Jamie Murnane : Self - LGBTQ Community
- Anthony Navarro : Self - LGBTQ Community
- Gavin Newsom : Self - Mayor of San Francisco (images d'archive)
- Frederick Niedner : Self - Chair of the Theology Department, Valparaiso University, Indiana (as Rev. Frederick Niedner Th.D.) (as Rev. Dr. Fred Niedner)
- Alison Pedersen : Self - LGBTQ Community
- Fred Phelps : Self - Westboro Baptist Church (as Pastor Fred Phelps) (as Rev. Fred Phelps)
- Aurora Pineda : Self - LGBTQ Community
- Eddie Prandi : Self - LGBTQ Community
- Khiry Rashid : Self - LGBTQ Community
- Ken Reidy : Self - LGBTQ Community
- Yira Rodriquez : Self - LGBTQ Community
- Karen Rothstein-Pineda : Self - LGBTQ Community
- Tristan Silverman : Self - LGBTQ Community
- Larissa Sims : Self - LGBTQ Community
- Jennifer Smith : Self - LGBTQ Community
- John Shelby Spong : Self - Bishop, Retired, Episcopal Diocese of Newark (as Bishop John Shelby Spong) (as Bishop Dr. John Shelby Spong)
- Derek Stevens : Self - LGBTQ Community
- Lauretta Tagli : Self - LGBTQ Community
- Linda Thomas : Self - Professor of Theology, Lutheran School of Theology, Chicago) (as Rev. Dr. Linda E. Thomas) (as Dr. Linda Thomas)
- Isamar Vargas : Self - LGBTQ Community
- George W. Bush : Self - President of the United States (images d'archive) (non crédité)
- Dick Cheney : Self (images d'archive) (non crédité)
- John Edwards : Self - US Senator (D-NC) (images d'archive) (non crédité)
- Barack Obama : Self - President of the United States (images d'archive) (non crédité)
- Troy Perry : Self - Minister, Metropolitan Community Church (images d'archive) (non crédité)

## Prix et récompenses
- Reeling Lesbian and Gay International Film Festival 2009 : Documentary centerpiece[1],[5],[6]
- Wichita's Tall Grass Film Festival : Audience Choice runner-up[1],[6]
- Show Me Social Justice Film Festival : Jury Prize for Best Documentary[7]
- After Ellen Visibility Award : Best Festival Release with a Lesbian Character runner up[8]